# Horsfieldia leptantha
Espèce
Statut de conservation UICN

 LC  : Préoccupation mineure
Horsfieldia leptantha est une espèce de plantes de la famille des Myristicacées.